# Première circonscription de Kalu
La première circonscription de Kalu est une des 135 circonscriptions législatives de l'État fédéré Amhara, elle se situe dans la Zone Sud Wollo. Sa représentante actuelle est Rihana Mehamed Yemer.